# Prkos Ivanićki
Prkos Ivanićki is een plaats in de gemeente Ivanić-Grad in de Kroatische provincie Zagreb. De plaats telt 299 inwoners (2001).